# Würth
Würth eller officielt Adolf Würth GmbH & Co. KG er en multinational tysk grossist og fremstillingsvirksomhed. De forhandler bolte, skruer, kemikalier, elektronik, komponenter, fittings, værktøj, maskiner og biludstyr. De har over 400 datterselskaber i over 80 lande og ca. 85.000 ansatte.
Würth blev etableret i 1945 af Adolf Würth i Künzelsau, Baden-Württemberg. Virksomheden har siden 1954 været ledet af sønnen Reinhold Würth.